# 李椿萱
李椿萱（1939年11月9日—），祖籍廣東新會，出生于雲南昆明，空气动力学专家，中国工程院院士。
李椿萱早年前往台湾，1963年毕业于台湾省立成功大学机械工程系。此后曾任职于台北中兴电工。后赴美国留学，1972年毕业于纽约州立大学，获工程科学博士学位。之后先后任职于纽约州立大学流体及热科学实验室、加州理工学院费尔斯通飞行科学实验室（Firestone Flight Sciences Laboratory），从事流体力学领域的研究工作。1975年起在洛克希德公司从事航天飞机与导弹的研究。
1980年回到中国大陆，任教于北京航空航天大学，曾任流体力学研究所所长、863计划航天技术领域气动力燃专题组组长、国家计算流体力学实验室主任等职。1997年当选中国工程院院士。1998年起历任第九至十一届全国政协委员。